# 戴內峰
戴內峰（英語：Dayné Peak）是南極洲的山峰，位於帕默群島的溫克島西南端，處於埃雷拉角東北面，海拔高度730米，由比利時探險隊發現，現時由南極條約體系管理。